# Dolno Jabolčište
Dolno Jabolčište (mazedonisch Долно Јаболчиште, albanisch Katund i Poshtëm) ist ein Dorf im zentralen Teil Nordmazedoniens, das zur Gemeinde Čaška gehört. Die nächstgelegene Stadt ist Veles. Durch das Dorf fließt der Topolka-Fluss.

## Geschichte

Karte von Dolno Jabolčište in der Gemeinde Čaška

Laut einem osmanischen Defter aus den Jahren 1568 und 1569 war Dolno Jabolčište ein christliches Dorf, welche jährlich 1690 Akçe an Steuern zahlten.
In der französischsprachigen Statistik Ethnographie des Vilayets d'Andrinople, de Monastir et de Salonique zählte im Jahr 1873 Dolno Jabolčište 41 Haushalte mit 334 muslimischen Bulgaren (Pomaken). Laut der Statistik des Ethnographen Wassil Kantschow aus dem Jahr 1900 zählte Dolno Jabolčište 400 Einwohner, welche sich allesamt als muslimische Albaner deklarierten.
1927 führte der deutsche Forscher Leonhard Schultze Dolno Jabolčište auf seiner Karte Mazedoniens und ordnete es als ein albanisches Dorf auf.
Laut der letzten Volkszählung von 2002 lebten in Dolno Jabolčište 718 Einwohner, davon 716 Albaner und 2 andere.